# Anomala exilis
Anomala exilis är en skalbaggsart som beskrevs av Carsten Zorn 2000. Anomala exilis ingår i släktet Anomala, och familjen Rutelidae. Inga underarter finns listade.